# بني الصليحي (مدينة المحويت)

تعديل مصدري - تعديل

بني الصليحي هي إحدى قرى عزلة المحويت بمديرية مدينة المحويت التابعة لمحافظة المحويت، بلغ تعداد سكانها 584 نسمة حسب تعداد اليمن لعام 2004.